# See for Me
See for Me ist ein kanadischer Thriller aus dem Jahr 2021. Regie führte Randall Okita, das Drehbuch schrieben Adam Yorke und Tommy Gushue.

## Handlung
Sophie Scott war vor ein paar Jahren ein hoffnungsvolles Skitalent, bis sie aufgrund einer Erkrankung erblindete. Mit dem Gedanken, bei den Paralympics zu starten, hadert die junge Frau, die nur noch hell und dunkel unterscheiden kann. Sie verdient Geld, indem sie bei wohlhabenden Leuten auf deren Häuser aufpasst und sich um die Katzen kümmert, wobei sie auch schon einmal eine gute Flasche Wein mitgehen lässt.
Ihr nächster Auftrag führt Sophie in eine abgelegene Gegend, wo sie für die frisch geschiedene Debra das Haus hüten soll. Nach Debras Abfahrt spricht Sophie per Videocall mit ihrem Freund Cam, von dem sie sich über ihre Handykamera die Villa beschreiben und in den Weinkeller lotsen lässt. Sie zerstreiten sich in einer Diskussion über die Teilnahme an den Paralympics und brechen das Gespräch ab. Daraufhin nimmt Sophie eine Flasche mit. Wenig später schließt sie sich versehentlich aus und nutzt erstmals die von ihrer Mutter empfohlene App „See for Me“. Sie wird mit der ehemaligen Soldatin Kelly verbunden, die ihr wieder ins Haus hilft.
In der Nacht hört Sophie, dass ein paar Männer in das Haus eindringen und den Tresor aufbohren. Sie setzt einen Notruf ab und kontaktiert Kelly, um aus dem Haus gelangen zu können, wird jedoch von den Männern entdeckt. Die blinde Frau, in der die Eindringlinge keine Gefahr sehen, bietet für einen Teil der Beute an, die wegen des Notrufs heranfahrende Polizistin wieder abzuwimmeln. Dies gelingt fast, doch die Polizistin erfährt über Funk von dem zweiten Notruf, den Kelly abgesetzt hatte. Daraufhin stellt sich einer der Eindringlinge. Im anschließenden Kampf mit den dazustoßenden Komplizen wird die Polizistin erwürgt. Sophie konnte in dem Durcheinander eine Pistole an sich nehmen und sich verstecken.
Sophie ruft erneut Kelly an, um im Falle eines Angriffs der Männer bessere Verteidigungschancen zu haben. Es gelingt Sophie mit Hilfe von Kellys Anweisungen und Richtungsangaben, zwei der Eindringlinge zu erschießen. Als sie auf den dritten Eindringling zugeht, welcher gerade den Safe öffnet, bricht aufgrund des leeren Akkus die Verbindung zu Sophie ab. Sie kann ihn dennoch erschießen, als dieser sie mit der Waffe der Polizistin zu erschießen versucht, und nimmt zwei Bündel Geldscheine aus dem Tresor. Jetzt lässt sich der Anstifter der Bande blicken, der bisher nur telefonisch mit den Eindringlingen kommunizierte. Es ist Debras Mann Rico, der seiner geschiedenen Frau das Geld klauen wollte. Es beginnt ein Katz-und-Maus-Spiel, wobei beide sich gegenseitig anschießen. In einem letzten Kampf gelingt es Sophie, den Angreifer mit mehreren Schlägen mit der entwendeten Weinflasche außer Gefecht zu setzen.
Nach ein paar Tagen im Krankenhaus sagt sie ihrer Mutter, dass sie sich auf die Paralympics vorbereiten wolle. Als ihre Mutter erwidert, sie müssten noch über die Bezahlung der Traniningskosten nachdenken, lächelt Sophie in sich hinein. In der letzten Szene ruft Kelly per Videocall Sophie an, die sich gerade mit Cam an einer Piste befindet.

## Synchronisation
Die deutschsprachige Synchronisation übernahm die Metz-Neun Synchron Studio und Verlags GmbH, Offenbach. Das Dialogbuch und die Dialogregie übernahm Tommy Morgenstern.
| Rolle          | Darsteller             | Synchronsprecher    |
| -------------- | ---------------------- | ------------------- |
| Cam            | Keaton Kaplan          | Felix Mayer         |
| Dave           | Joe Pingue             | Thomas Balou Martin |
| Debra          | Laura Vandervoort      | Maja Sommer         |
| Deputy Brooks  | Emily Piggford         | Demet Fey           |
| Ernie          | Pascal Langdale        | Gilles Karolyi      |
| Kelly          | Jessica Parker Kennedy | Andrea Dewell       |
| Otis           | George Tchortov        | Matthias Hoff       |
| Rico           | Kim Coates             | Andreas Meese       |
| Sophie         | Skyler Davenport       | Sophia Münster      |
| Sophies Mutter | Natalie Brown          | Claudia Jacobacci   |

## Produktion und Veröffentlichung
Die Filmemacher hatten hinsichtlich der Besetzung der Hauptrolle mehrere Jahre gesucht, da sie die Rolle der Sophie authentisch mit einer blinden oder sehbehinderten Person besetzen wollten. Sie fanden diese in Skyler Davenport. Davenport erblindete im Jahr 2012 aufgrund eines Schlaganfalls, der im Rahmen einer hemiplegischen Migräne auftrat.
Obwohl See for Me in einem Teil vom Upstate New York spielt, der nicht näher bezeichnet wird, fanden die Dreharbeiten in der kanadischen Provinz Ontario statt.
Premiere hatte der Film im Juni 2021 beim Tribeca Film Festival. In Deutschland lief er zunächst im Oktober 2021 beim Fantasy Filmfest, ehe er am 20. Mai 2022 auf DVD und Blu-ray erschien.

## Rezeption
Das Lexikon des internationalen Films gibt dem Film 3,5 von möglichen 5 Sternen und zieht als Fazit: „Der Thriller nutzt die Sehbehinderung seiner Protagonistin nicht nur als Spannungselement, sondern überzeugt als Psychogramm einer wütenden, erfrischend widerborstigen jungen Frau, die wild zur Selbstbehauptung entschlossen und dabei unberechenbar ist. Auch die durchdachte, atmosphärische visuelle Umsetzung hebt den Film über den Genredurchschnitt hinaus.“
Oliver Armknecht gibt dem Film bei film-rezensionen.de insgesamt 6 von 10 Punkten.